# Cholet-Pays de la Loire 2018
La Cholet-Pays de la Loire 2018, quarantunesima edizione della corsa, prima con questa denominazione e valida come evento dell'UCI Europe Tour 2018 categoria 1.1, si svolse il 25 marzo 2018 su un percorso di 202,7 km con partenza e arrivo a Cholet, in Francia.
La vittoria fu appannaggio del francese Thomas Boudat, che giunse al traguardo con il tempo di 4h44'41", alla media di 42,72 km/h, davanti al connazionale Hugo Hofstetter e al belga Roy Jans.
Sul traguardo di Cholet 100 ciclisti, dei 118 ciclisti partiti dalla medesima località, portarono a termine la competizione.

## Squadre e corridori partecipanti
| N.    | Cod. | Squadra                      |
| ----- | ---- | ---------------------------- |
| 1-5   | ALM  | AG2R La Mondiale             |
| 11-17 | GFC  | Groupama-FDJ                 |
| 21-27 | DEN  | Direct Énergie               |
| 31-37 | COF  | Cofidis, Solutions Crédits   |
| 41-47 | FST  | Team Fortuneo-Samsic         |
| 51-57 | DMP  | Delko Marseille Provence KTM |
| 61-67 | VCC  | Vital Concept Cycling Club   |
| 71-77 | EUS  | Euskadi-Murias               |
| 81-87 | GAZ  | Gazprom-RusVelo              |

| N.      | Cod. | Squadra                     |
| ------- | ---- | --------------------------- |
| 91-97   | RNL  | Roompot-Nederlandse Loterij |
| 101-107 | UHC  | UnitedHealthcare            |
| 111-117 | VOL  | Team Vorarlberg Santic      |
| 121-127 | CIB  | Cibel-Cebon                 |
| 131-137 | TIS  | Tarteletto-Isorex           |
| 141-147 | AUB  | St Michel-Auber 93          |
| 151-157 | RLM  | Roubaix Lille Métropole     |
| 161-167 | ABB  | BHS-Almeborg Bornholm       |
| 171-176 | AZT  | D'Amico Utensilnord         |

## Ordine d'arrivo (Top 10)
| Pos. | Corridore         | Squadra     | Tempo    |
| ---- | ----------------- | ----------- | -------- |
| 1    | Thomas Boudat     | Direct      | 4h44'41" |
| 2    | Hugo Hofstetter   | Cofidis     | s.t.     |
| 3    | Roy Jans          | Cibel-Cebon | s.t.     |
| 4    | Brenton Jones     | Delko Mar.  | s.t.     |
| 5    | Sylvain Chavanel  | Direct      | s.t.     |
| 6    | Daniel Hoelgaard  | Groupama    | s.t.     |
| 7    | Maxime Daniel     | Fortuneo    | s.t.     |
| 8    | Anthony Maldonado | St Michel   | s.t.     |
| 9    | Armindo Fonseca   | Fortuneo    | s.t.     |
| 10   | Benoît Cosnefroy  | AG2R        | s.t.     |